# Chrysopoloma
Chrysopoloma is een geslacht van vlinders van de familie slakrupsvlinders (Limacodidae), uit de onderfamilie Chrysopolominae.

## Soorten
- C. albibasalis Hampson, ????
- C. albidiscalis Hampson, 1910
- C. ansorgei Bethune-Baker, 1911
- C. bicolor (Distant, 1897)
- C. citrina Druce, 1886
- C. crawshayi Aurivillius, 1904
- C. flaviceps Aurivillius, 1901
- C. flavoantennata Berio, 1937
- C. isabellina Aurivillius, 1895
- C. nigrociliata Aurivillius, 1905
- C. nubila Holland, 1920
- C. opalina Druce, 1910
- C. pallens Hering, 1923
- C. paupera Hering, 1925
- C. restricta Distant, 1899
- C. rosea Druce, 1886
- C. rudis (Walker, 1865)
- C. similis Aurivillius, 1895
- C. theorini Aurivillius, 1891
- C. varia Distant, 1899
- C. variegata Hering, 1937
- C. zernyi Hering, 1941